# 津浪祭
津浪祭（つなみまつり）は、和歌山県有田郡広川町で、毎年11月におこなわれる濱口梧陵をたたえるお祭り。津波の悲劇や、教訓を忘れないために行われている。
町内の平穏無事と過去の津波により犠牲になった人々の冥福を祈るとともに、再びこのような事がないようにと、住民の生命と財産を津波から守るため、私財をなげうって大堤防を築いた、濱口梧陵（儀兵衛）・浜口東江（吉右衛門）・岩崎明岳（重次郎）の遺業に感謝するとともに、その道徳を永遠に伝承するため行われている。

## 式典概要
地元住民や広小学校児童、耐久中学校生徒によって、堤防への「土盛り」が行われる。「土盛り」とは、本来は村の衆が堤防の補修を目的に新たな土を堤防に入れて堤防を補修していた。現在は前日に学校の校庭等から土を持ってきておいて、当日の朝、堤防に土をかける形式的なものとなっている。
式典は、広八幡神社の宮司による神事が行われ、続いて祭主である町長が会場向かいにある感恩碑に献花するとともに、一同拝礼する。その後、祭主、来賓者のあいさつ、電報などの披露をして終わる。